# Periplacis superba
Periplacis superba är en fjärilsart som beskrevs av Bates 1868. Periplacis superba ingår i släktet Periplacis och familjen Riodinidae. Inga underarter finns listade i Catalogue of Life.